# 阎保平
阎保平（1950年—），山东烟台人，汉族，中华人民共和国政治人物、第十二届全国人民代表大会广西地区代表。中国科学院计算机网络信息中心研究员、博导。
毕业于西安交通大学系统工程专业。加入中国共产党。2008年起担任全国人大代表。2013年，担任全国人大代表。